# Laudachbach
Laudachbach är ett vattendrag i Österrike.   Det ligger i förbundslandet Oberösterreich, i den centrala delen av landet, 180 km väster om huvudstaden Wien.
Trakten runt Laudachbach består till största delen av jordbruksmark. Runt Laudachbach är det ganska tätbefolkat, med 70 invånare per kvadratkilometer.